# Pernilla Glaser

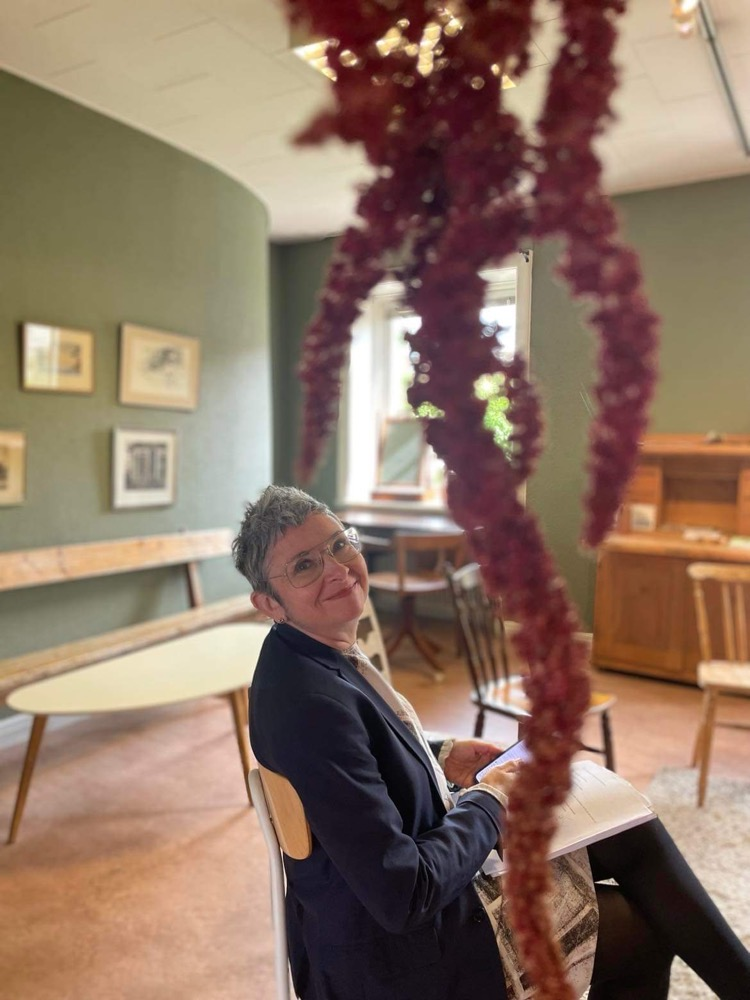
Pernilla Glaser i Vara våren 2022

Pernilla Glaser, född 20 januari 1972 i Stockholm, är en svensk författare, metodutvecklare och utbildare. Tidigare har hon också varit manusförfattare, teaterregissör, dramapedagog samt barnskådespelare. 

## Familj
Pernilla Glaser är dotter till skådespelaren och regissören Etienne Glaser och dramaturgen, regissören och dockmakaren Agneta Ginsburg. Därmed även syskonbarn till illustratören Gunnel Ginsburg och TV-producenten Eva Ginsburg.

## Verklista

### Radio
Pernilla Glaser är regelbunden krönikör i Tankar för dagen i Sveriges Radio P1.
Den 19 juni år 2000 var hon sommarpratare i Sveriges Radio.

### Filmografi
- 1978 – Bernard och Bianca (röst)
- 1979 – Trolltider (roll)
- 1982 – Stolta Ankans irrfärder (musik av Ted Gärdestad)[10]
- 1983 – Albatrossen (roll)
- 1985 – Det blåser på månen (roll)
- 1990 – Werther (roll)
- 1997 – Välkommen till festen (manus)

### Teater
- 2000 - Sopan Sune (manus)[11]